# Ribera de Cabanes
La Ribera de Cabanes es como se conoce a la zona geográfica que se encuentra situada unos 13 kilómetros aproximadamente  de la localidad de Cabanes, en la comarca de la Plana Alta, en la provincia de Castellón, y bordeando el Mediterráneo.

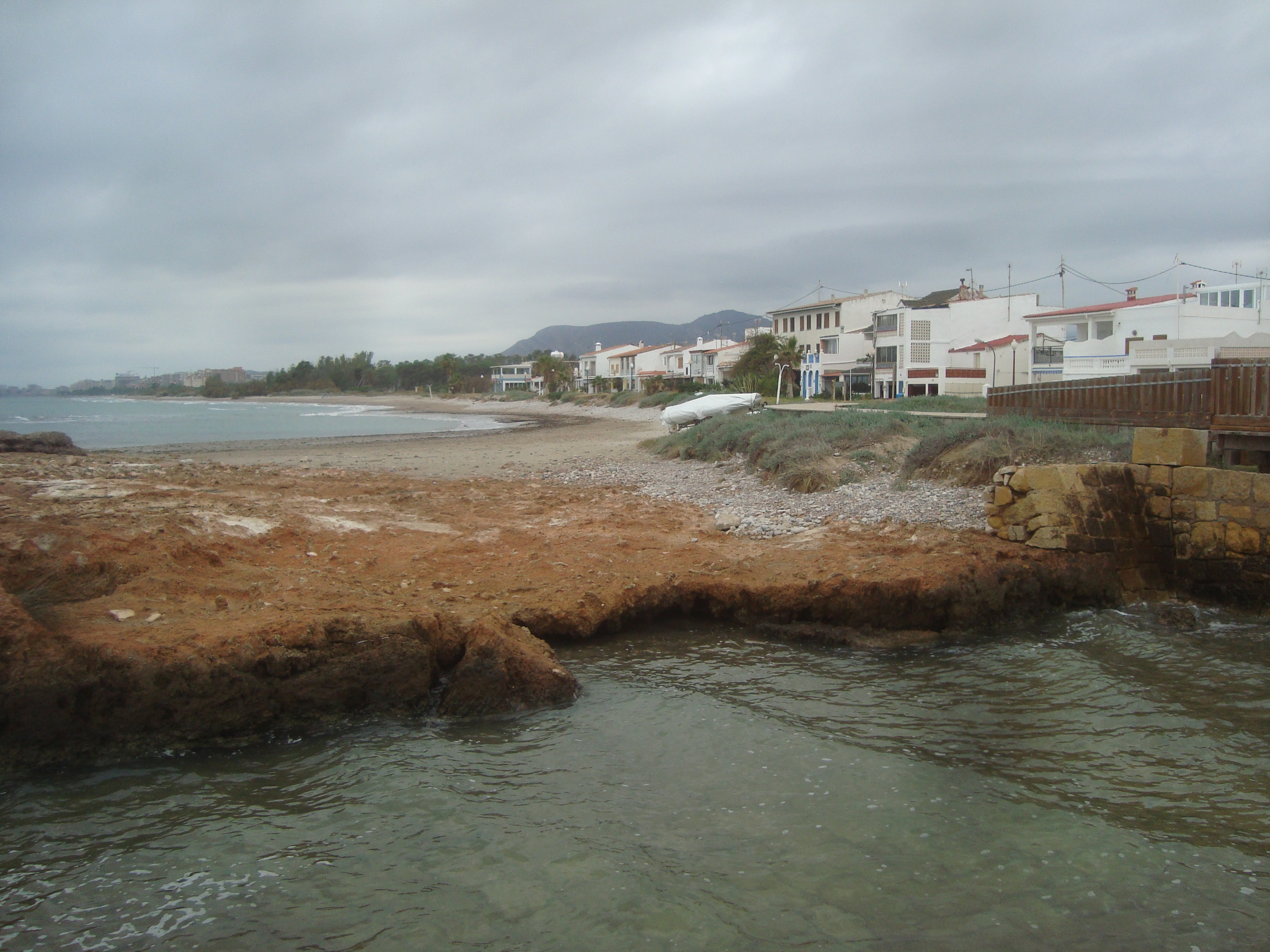
Torrelasal

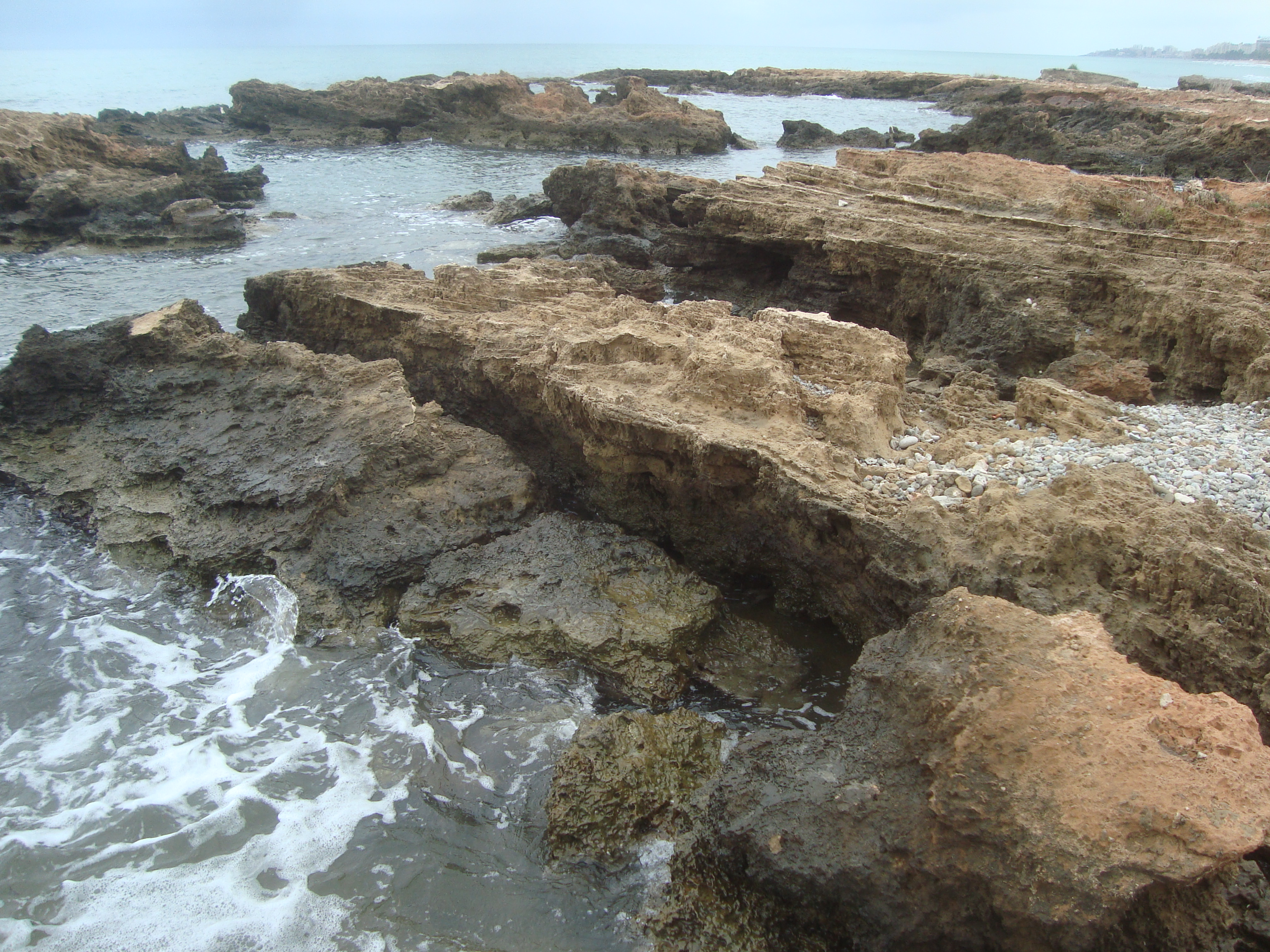
Dunas fósiles

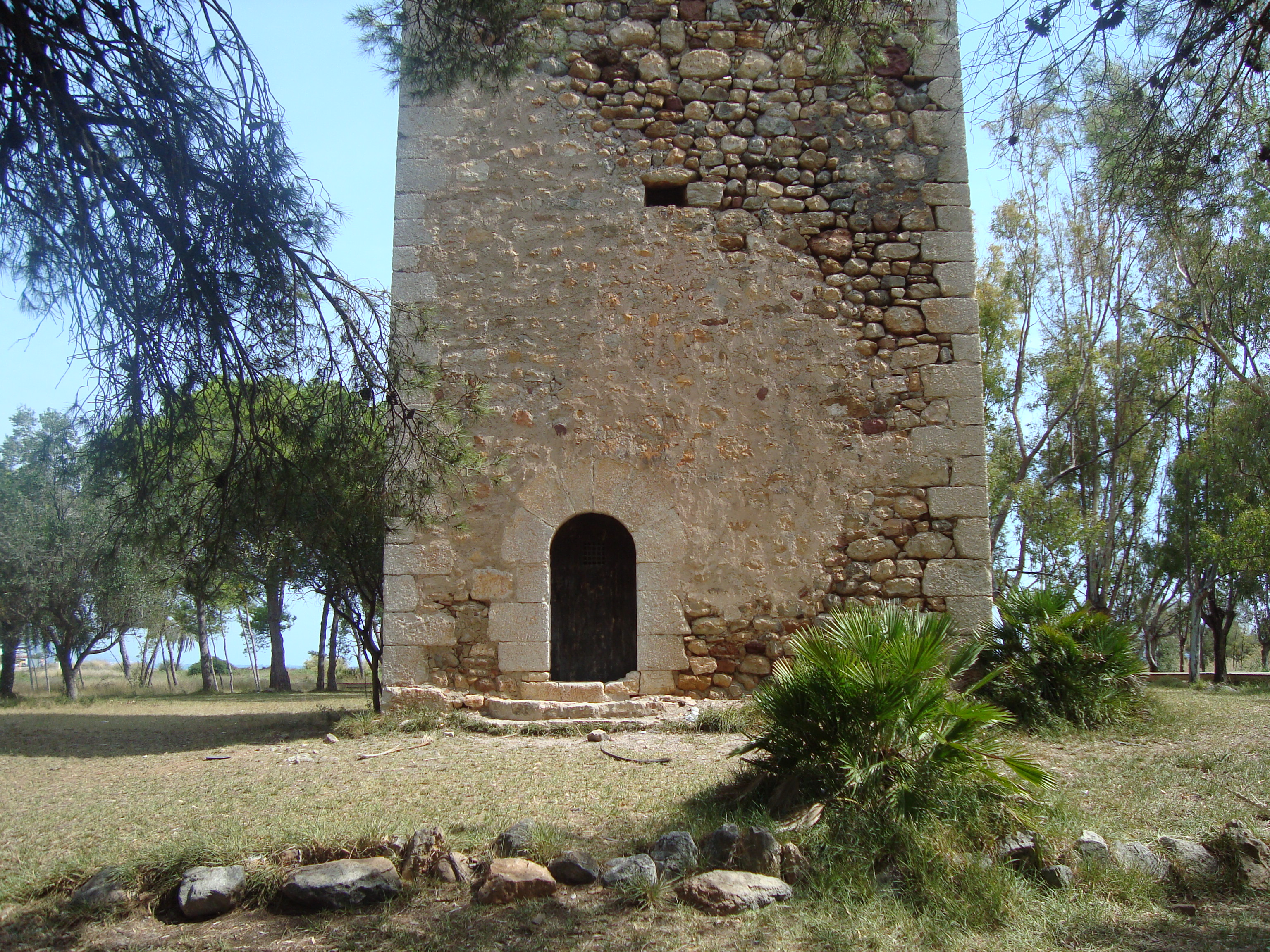
Torre de Torrelasal

Se trata de una zona muy cercana a la costa (la cual presenta en este municipio,  un arenal virgen de casi 7 kilómetros), pero en la que se pueden contemplar grandes extensiones cultivables, sobre todo para frutales. En su zona más litoral pueden encontrarse playas, de las que se puede destacar:

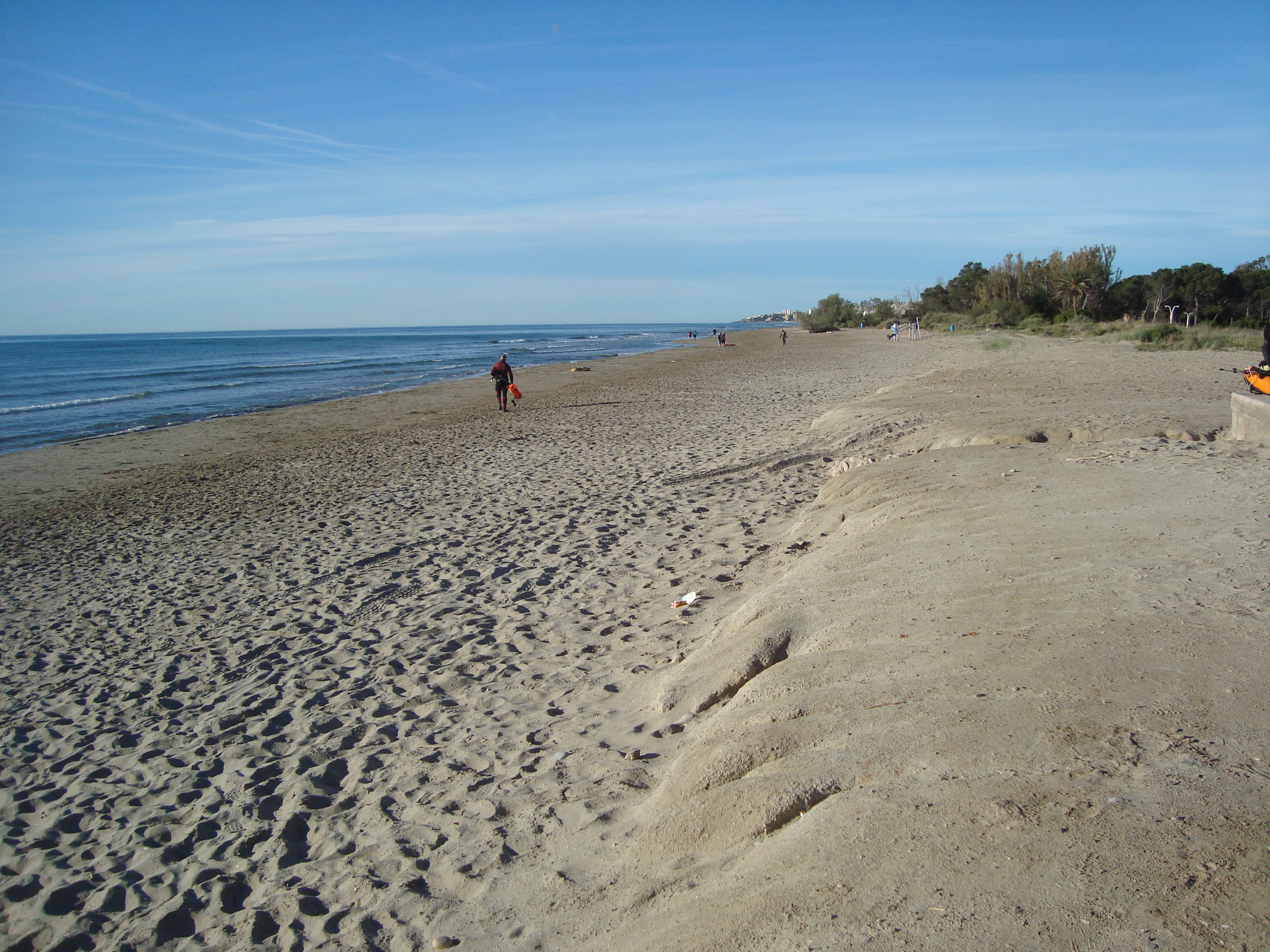
Playa de Torrelasal (Ribera de Cabanes)
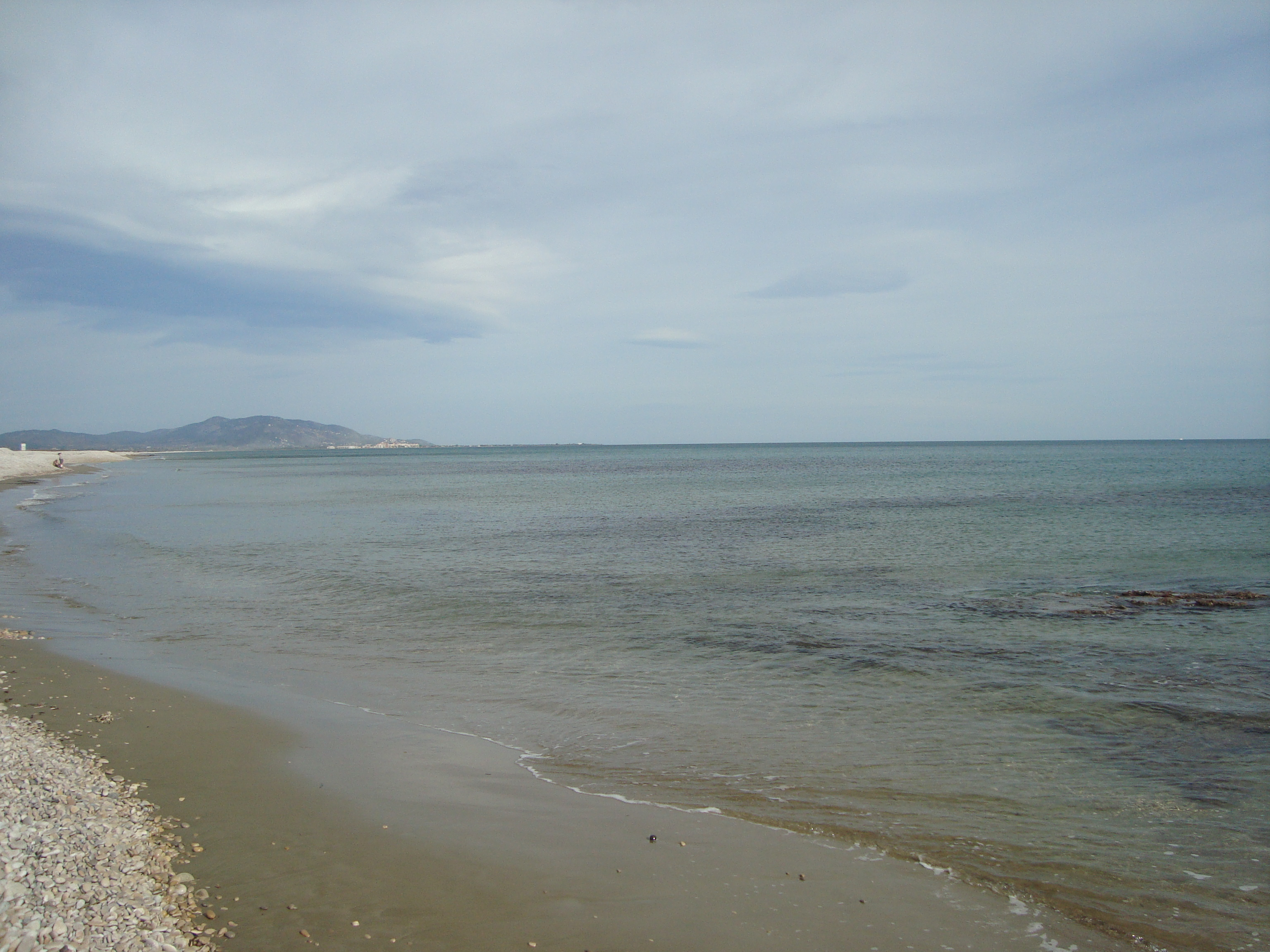
Playa de la Cudolá (Cabanes)

Playa Cuartell Vell
La Playa de Cuartell  Vell de Cabanes, con una extensión de 3300 metros  de costa y 10 metros de ancho. Es una playa de roca, más concretamente se encuentra  formada por piedras de canto rodado, grava y arena. Se trata de  una zona de difícil, cosa que permite que sea frecuentada por naturistas.
Playa Torre de la Sal
La playa de Torre la Sal de Cabanes, a diferencia de la anterior es  una playa de arena y grava, tiene una longitud de 2.000 metros y una anchura de 15 metros, situada junto al Paseo Marítimo. Recibe este nombre porque en ella puede contemplarse una torre vigía o atalaya, que pertenecía a las defensas del desaparecido Castillo de Albalat dels Ànecs
Playa cudolà
La Playa de la Cudolá de Cabanes, con  una longitud de 2.000 metros y una anchura de 10 metros, se trata de una playa de grava.

## Patrimonio natural
El Prat de Cabanes-Torreblanca es una franja costera de marismas y pantanos, es la principal zona húmeda de la provincia de Castellón con especiales características paisajísticas, geológicas y ecológicas. 

## Núcleos habitados
- El Empalme, población 153 hab. (2023).

- Torre La Sal, población 167 hab. (2023).

- Venta de San Antonio-Estación, población 365 hab. (2023).

- El Ventorrillo, población 60 hab. (2023).

- El Polido, población 73 hab. (2023).